# Sint-Hippolytuskerk (Middelstum)
De Sint-Hippolytuskerk is een middeleeuwse kerk in het dorp Middelstum in de Nederlandse provincie Groningen.

## Bouw
De Hippolytuskerk is een gotische kruiskerk die in de vijftiende eeuw is gebouwd, mogelijk in opdracht van Onno van Ewsum. Na diens terugkomst uit het Heilige Land zou hij, als dankoffer voor zijn veilige terugkeer, opdracht hebben gegeven tot de bouw van een nieuwe parochiekerk gewijd aan de Heilige Hippolytus.
De nieuwe kerk werd gebouwd op fundamenten van een eenbeukige houten kerk. In 1523 verbouwde en vergrootte Onno's zoon Wigbold van Ewsum de hallenkerk tot een kruiskerk. Sinds deze verbouwing, is er op de sacristie na, weinig veranderd aan de kerk. De sacristie is waarschijnlijk in de zestiende eeuw toegevoegd. De toren is drie geledingen hoog en wordt bekroond door een zeventiende-eeuwse lantaarn met koepel. In de toren hangt een carillon met 23 klokken, dat in 1662 vervaardigd is door  François Hemony. In 1949 werd het carillon met zeven klokken uitgebreid.

## Interieur
De gewelven van de kerk worden versierd door verschillende schilderingen. Naast allerlei florale en dierlijke motieven, zoals putti, vogels en planten, zijn er verschillende spreekwoorden, moraliserende scènes en religieuze voorstellingen afgebeeld. De belangrijkste schilderingen vormen de cyclus van de heilsgeschiedenis. Deze cyclus bestaat uit een voorstelling van de Zondeval, Pinksteren, Jezus als rechter in een Laatste Oordeel-voorstelling, de hemel en de hel. Deze schilderingen zijn vervaardigd naar houtsnedes uit een prentreeks met scènes uit de heilsgeschiedenis van Albrecht Dürer (Neurenberg 1471- aldaar 1528), genaamd De Kleine Passie. Op de zijmuren is een voorstelling van Christus als Salvator Mundi en Christus als de Man van Smarten geschilderd. De schilderingen zijn in 1879 ontdekt onder een laag witkalk, maar zijn destijds vanwege onvoldoende geld voor restauratie weer overgewit. Naast kleine restauraties en herontdekkingen in 1916 en 1940 heeft er tussen 1976-1977 een grote restauratie plaatsgevonden waarbij alle voorstellingen onder de witkalk vandaan zijn gehaald.
De schilderingen zijn zowel in Fresco-techniek als in secco-techniek geschilderd. 
Onder het koor is een grafkelder gebouwd voor het geslacht Ewsum. In het noordertransept bevindt zich een epitaaf ter nagedachtenis aan pastoor Egbert Onsta, overleden in 1476. De gezichten van de epitaaf werden afgehakt tijdens de beeldenstorm en zijn bij een restauratie in 1876 op een wat ongelukkige manier teruggebracht.
De herenbanken zijn in 1704 door Allert Meijer en Jan de Rijk gemaakt en waren van de familie Lewe. De preekstoel, vermoedelijk door Casper Struiwig in 1733 gemaakt in opdracht van de Lewe's, is versierd met rijkelijk bewerkt houtsnijwerk. Het kerkorgel is in 1863 gebouwd door de orgelbouwer Petrus van Oeckelen.

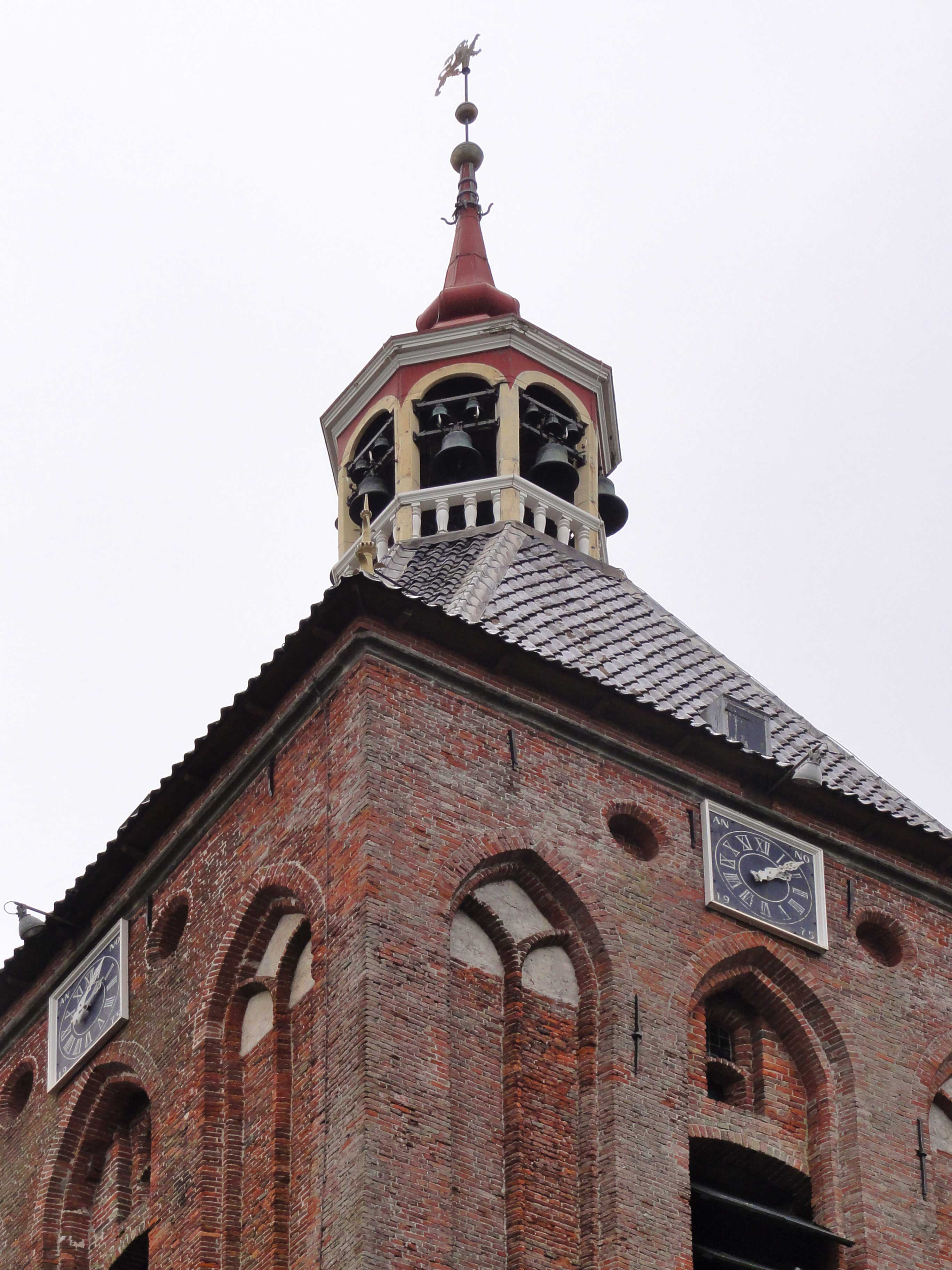
Toren
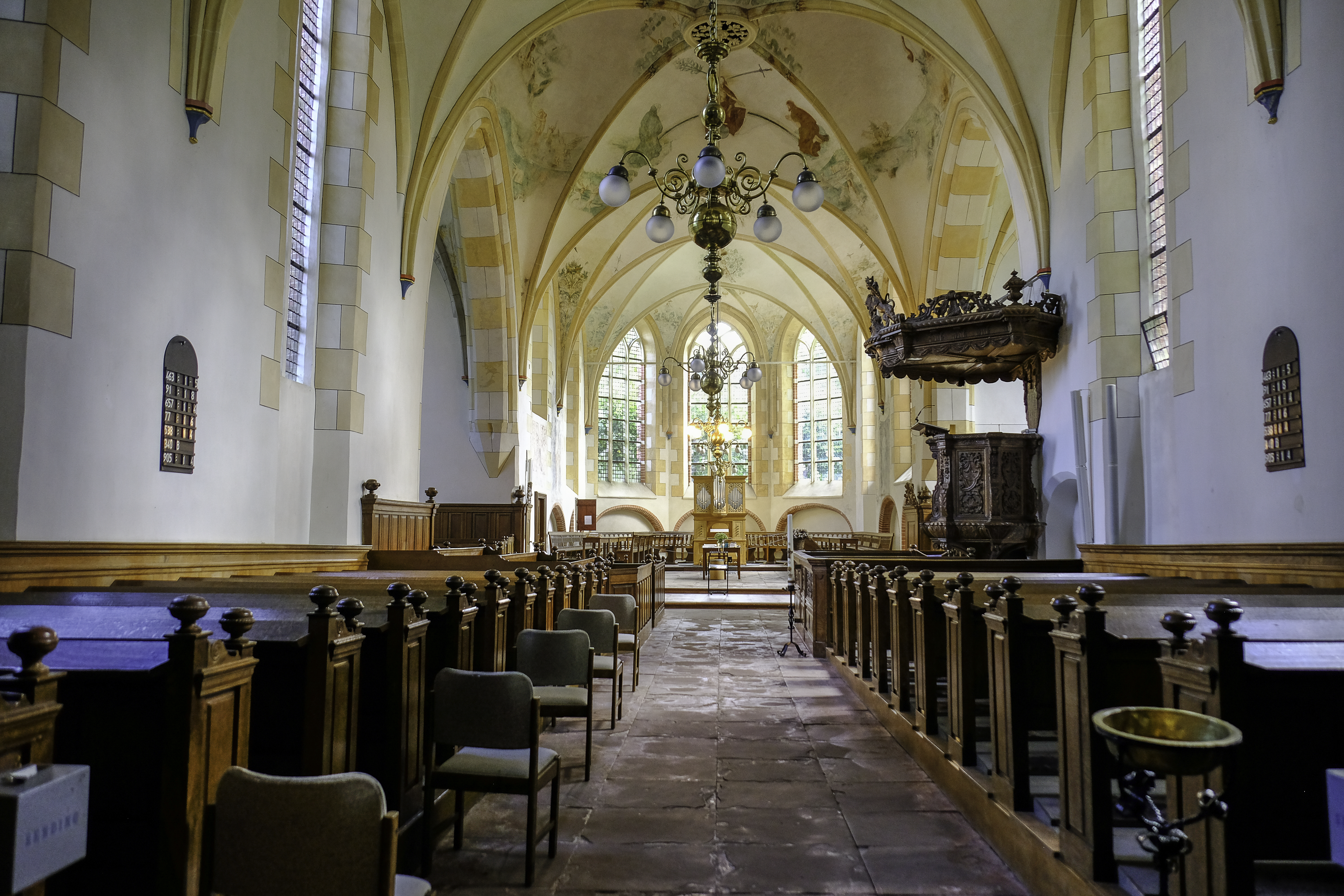
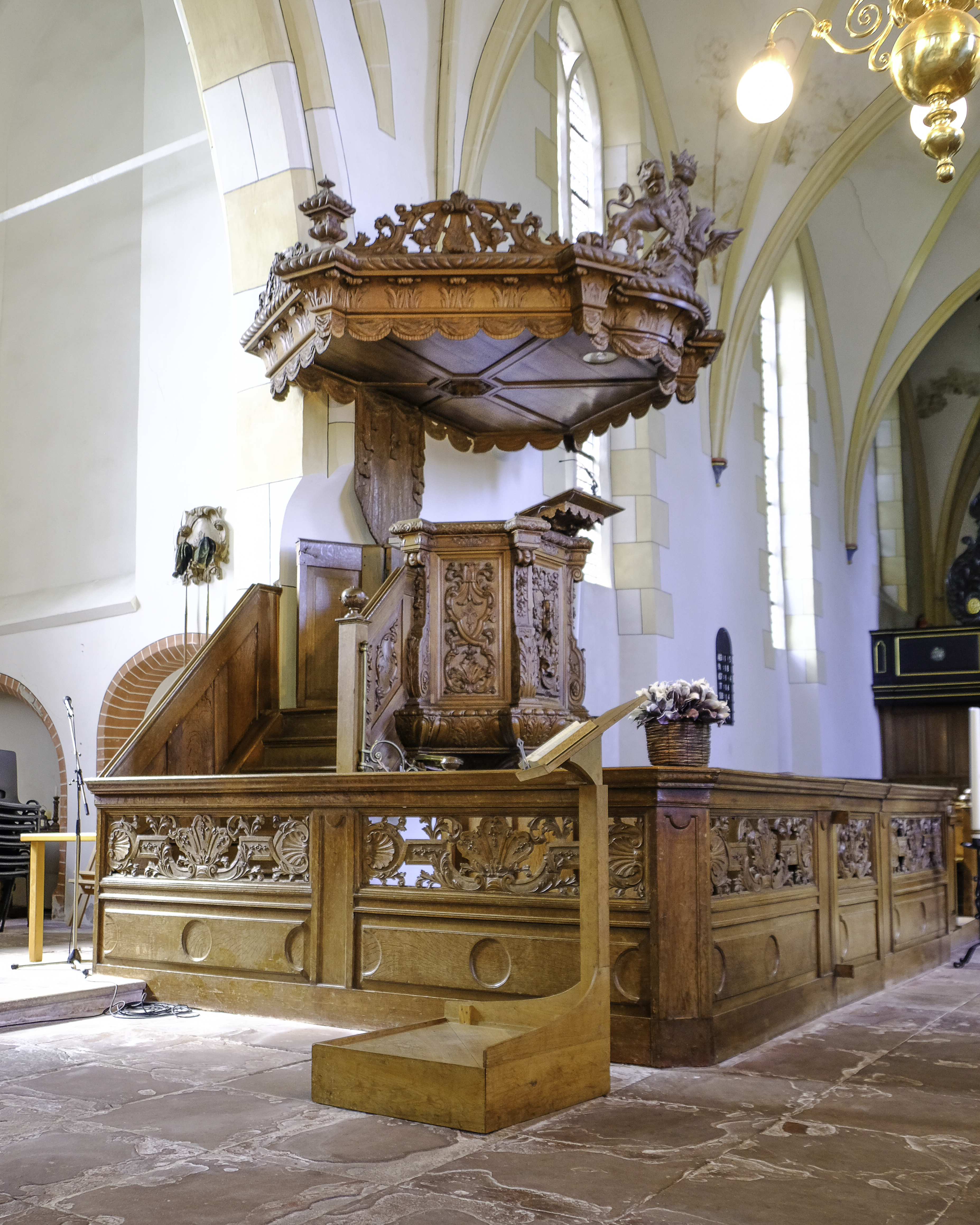
Kansel
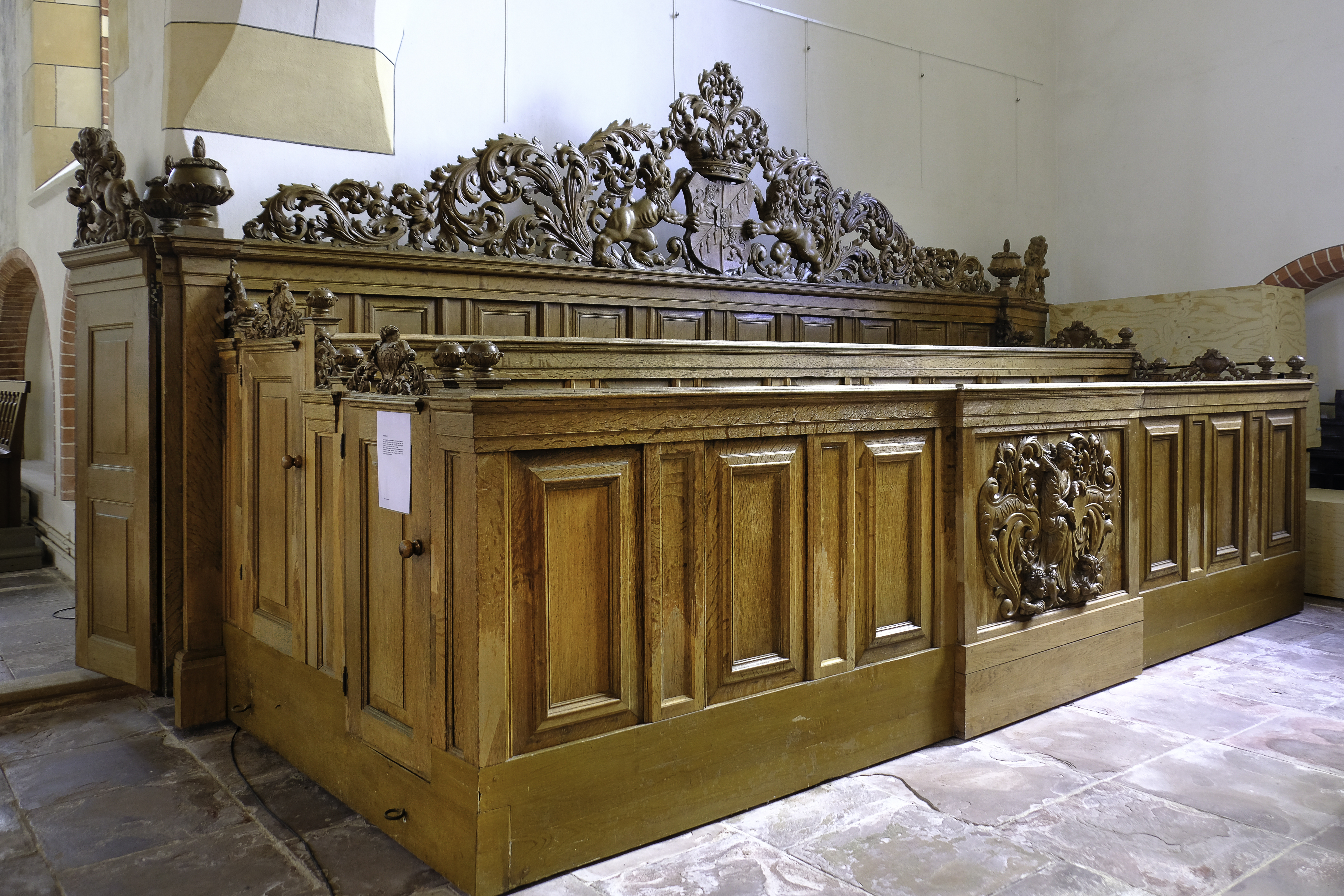
Herenbank
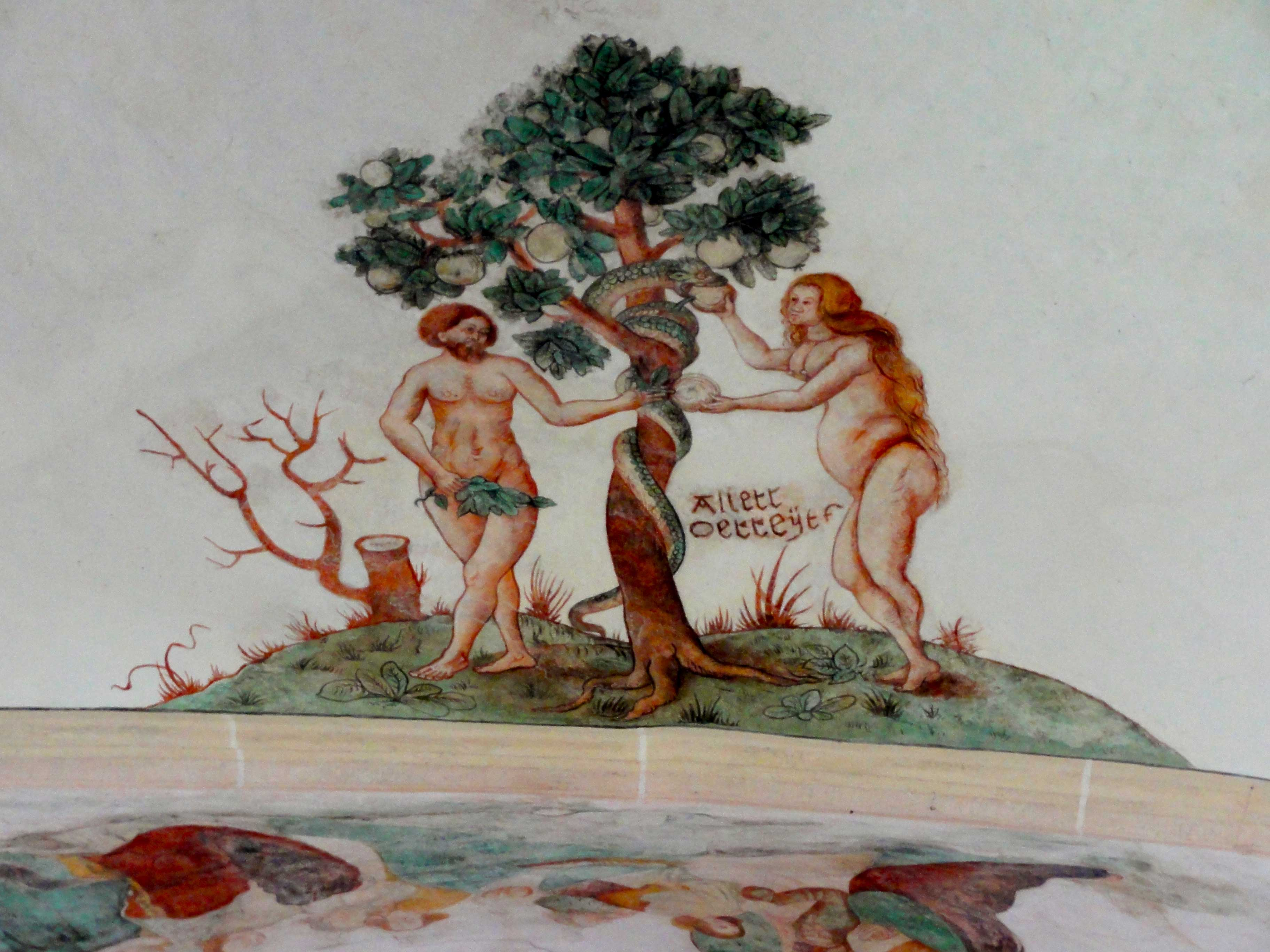
Zondeval
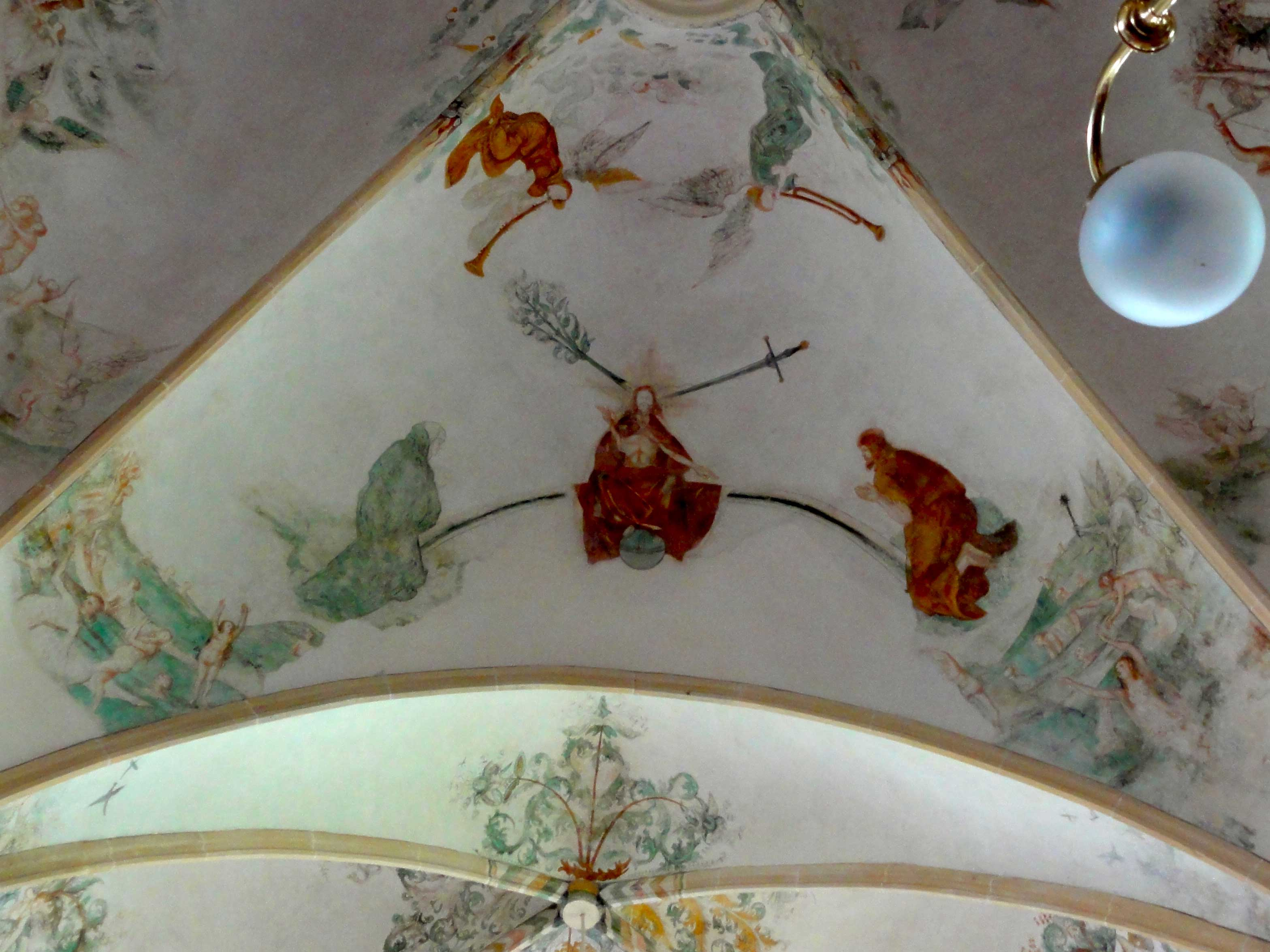
Laatste oordeel
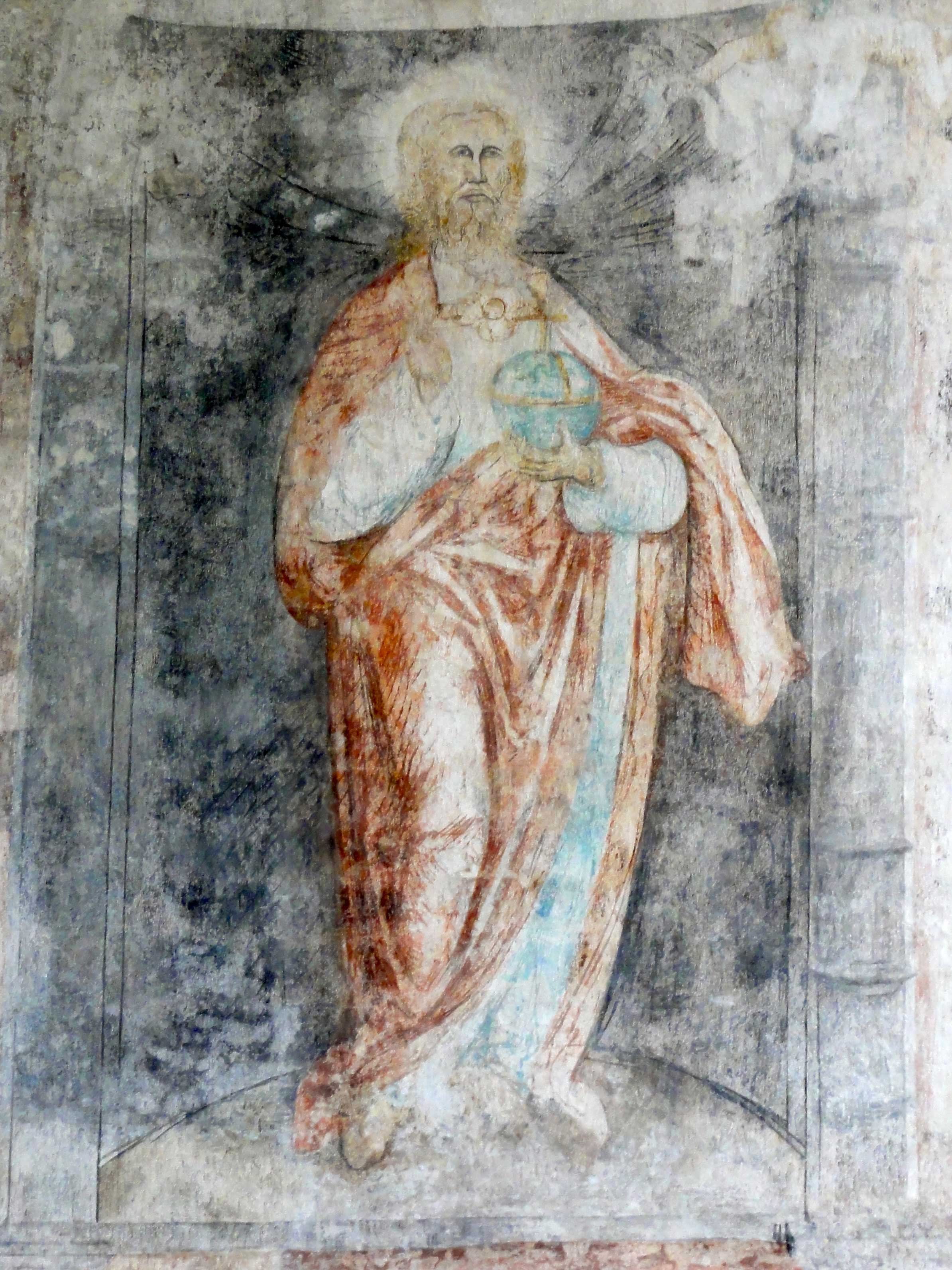
Christus Salvator Mundi
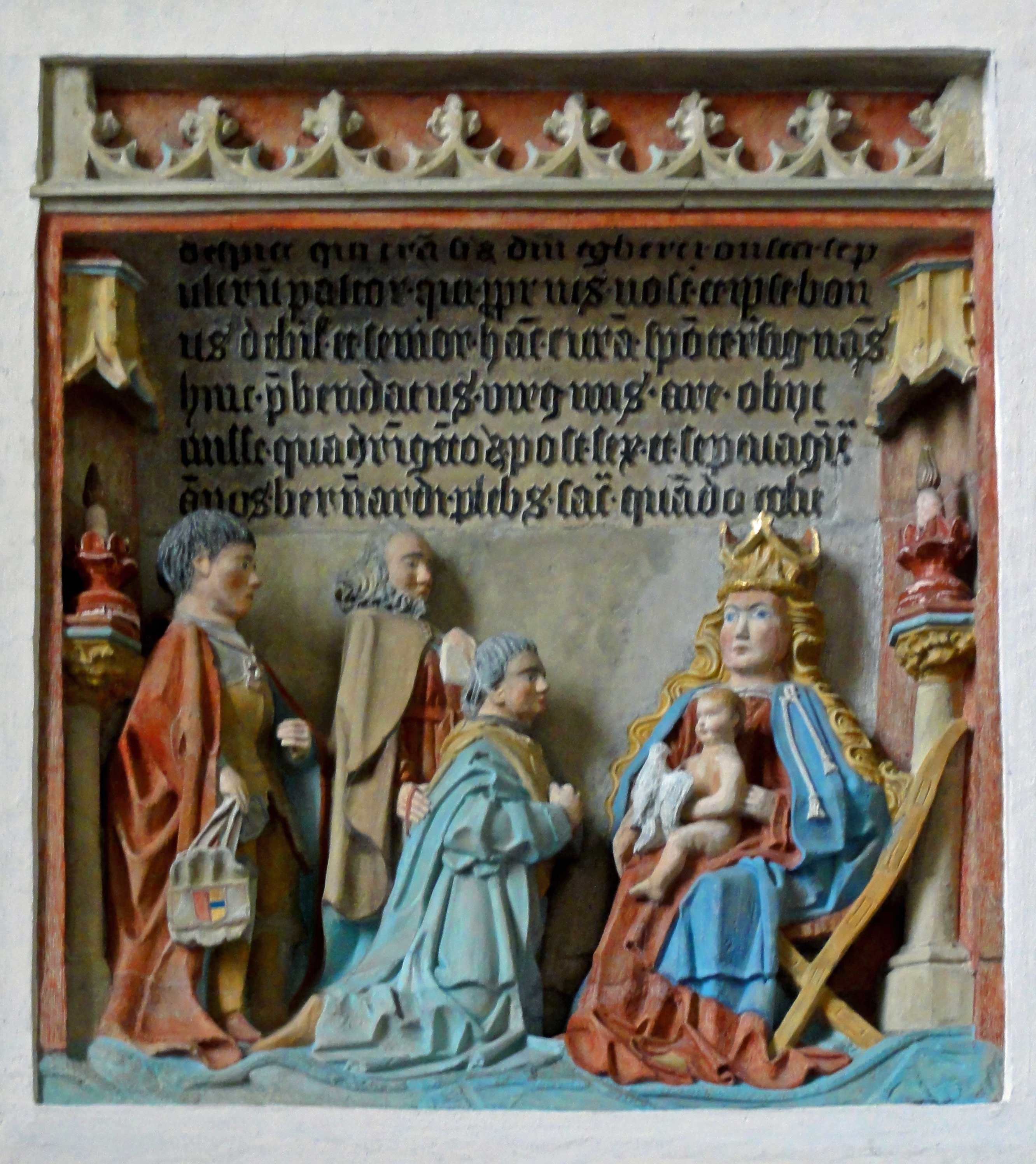
Epitaaf voor Egbert Onsta